# Панчук Петро Фадійович
Петро Фадійович Панчук (нар. 7 березня 1957, с. Лобачівка, Горохівський район, Волинська область, УРСР, СРСР) — український актор театру та кіно, режисер. Народний артист України, лауреат Національної премії України імені Тараса Шевченка. Член-кореспондент Національної академії мистецтв України (2013).

## Творчість
У 1984 році закінчив театральний інститут ім. І.Карпенка-Карого.
Від 1984 року й дотепер — один з провідних майстрів сцени Національного академічного драматичного театру імені Івана Франка.
Театральні ролі — у виставах Національного академічного драматичного театру ім. І. Франка «Ідіот», «Брати Карамазови» за Ф.Достоєвським, «Мартин Боруля» І.Карпенка-Карого, «Кайдашева сім'я» І.Нечуя-Левицького, «Наталка Полтавка» І.Котляревського, «Кавказьке крейдяне коло» Б.Брехта; втілив образ Тараса Шевченка у виставі «Божественна самотність» та у ролі «Від імені Тараса Шевченка» вистави «Всюди один…» («Свічка на вітрі») Національного академічного театру російської драми імені Лесі Українки.
Ролі у кіно — у фільмах «Повернення», «Бойня», «Схід-Захід», «СМЕРШ», «Відлига», «Страчені світанки». Грав у контраверсійному фільмі «Матч».
Як режисер здійснив постановку вистави «Дредноути» за Є. Гришковцем на сцені Національного академічного драматичного театру ім. І.Франка (Театр у фоє).

## Театральні роботи
Національний академічний драматичний театр імені Івана Франка
Зіграні ролі на сцені театру ім. Івана Франка:
Національний академічний драматичний театр імені Лесі Українки
- 2014 — «Всюди один… Свічка на вітрі» Михайло Резнікович; реж. Михайло Резнікович — від імені Тараса Шевченка[3]

Аматорський театр села Лобачівка
- 2014 — «У селі Анатівка» Г. Горіна за мотивами збірки оповідань Шолом-Алейхема «Тев'є-Молочар»[4]
- 2017 — «Мина Мазайло» М. Куліша[5]

## Фільмографія
- 1991 — «Родинка» (короткометражный) — Петро
- 1995 — «Страчені світанки» — Соцкий
- 1999 — «Схід – Захід» — отець Георгій
- 2007 — «Одна любовь душі моєї»
- 2007 — «Смерть шпіонам!»
- 2008 — «Відлига»
- 2009 — «Мелодія для шарманки»
- 2009 — «Мудаки. Арабески» — таксист
- 2011 — «Матч» — двірник

## Нагороди
- 2005, 25 березня — Заслужений артист України — за вагомий особистий внесок у розвиток українського театрального мистецтва, високу професійну майстерність та багаторічну сумлінну працю[6]
- 2008 — Премія Кабінету Міністрів України імені Лесі Українки за літературно-мистецькі твори для дітей та юнацтва у номінації «Театральні вистави для дітей та юнацтва» — за виставу «Кайдашева сім'я» за твором І. Нечуя-Левицького (у складі колективу)[7]
- 2011, 19 серпня — Ювілейна медаль «20 років незалежності України» — за значний особистий внесок у соціально-економічний, науково-технічний та культурно-освітній розвиток Української держави, вагомі трудові здобутки та багаторічну сумлінну працю[8]
- 2012 — Міжнародна літературна премія імені Миколи Гоголя «Тріумф» — за створення численних записів аудіокниг української класики
- 2015 — Національна премія України імені Тараса Шевченка 2015 року — за втілення образу Тараса Шевченка на вітчизняній театральній сцені[9]
- 2015, 13 листопада — Народний артист України — за значний особистий внесок у розвиток національної культури і мистецтва, вагомі творчі здобутки та високу професійну майстерність[10]